# سوپر جام اروپا ۲۰۰۵
فینال سوپر جام اروپا ۲۰۰۵، رقابت پایانی سوپر جام اروپا است که مابین دو تیم باشگاه فوتبال لیورپول و باشگاه فوتبال زسکا مسکو در ورزشگاه لویی دوم، موناکو برگزار شده‌است.
این مسابقه که در تاریخ ۲۶ آگوست ۲۰۰۵ انجام شده‌است با نتیجه ۳ بر ۱ به سود باشگاه فوتبال لیورپول به پایان رسید.